# Suprhrdina
Suprhrdina (orig. Superhero Movie) je americká komedie parodující filmy o superhrdinech, především film Spider-Man.

## Děj
Poté, co je kousnut geneticky upravenou vážkou, objeví v sobě Rick Riker nadlidské schopnosti jako neobvykle rychlé reflexy, obrovskou sílu nebo velmi tvrdou kůži. Ale nemůže létat! Rick se rozhodne použít tyto nové schopnosti k činění dobra a stane se hrdinou v kostýmu známým pod jménem "Vážka". Do cesty se mu ale postaví Lou Landers, který může po nevydařeném pokusu lidem krást životní sílu. Chce se stát nesmrtelným a stává se z něj padouch jménem "Hodinář". Rick se také pokouší získat dívku svého srdce. To se mu nakonec podaří, porazí Hodináře a dokonce se naučí i létat.

## Výroba
Film původně režíroval David Zucker, ale pak se režie ujal Craig Mazin. Původní název byl "Superhero!", ale nakonec byl film nazván Superhero Movie.
Představitel hlavní role Drake Bell složil a natočil skladbu Superhero! Song, kterou můžeme slyšet při titulcích Suprhrdiny. Sara Paxton zase nazpívala píseň I Need A Hero, kterou napsala společně s Michaelem Jayem a Johnnym Pedersenem.

## Kritika
Film obdržel většinou negativní ohlasy od kritiků. Přesto většina kritiků označila tento film za lepší, než některé jeho předchůdce jako Velkej biják nebo Tohle je Sparta!, které byly kritiky setřeny.

## Cíle parodie
Film paroduje filmy o superhrdinech celkově, ale hlavním cílem "útoku" je Spider-Man. Snímek paroduje ale také některé části filmů Batman začíná, X-Men a Fantastická čtyřka. Film paroduje také některé celebrity a prvky z jejich skutečného života jako třeba scientologické video Toma Cruise. Objevují se také narážky na některé výrobky a značky jako T-Mobile, Myspace, Facebook, iPod, Wikipedii nebo Google.